# Rieux, Seine-Maritime

Rieux este o comună în departamentul Seine-Maritime, Franța. În 1 ianuarie 2022 avea o populație de 593 de locuitori.